# Distretto di Kroměříž
Il distretto di Kroměříž (in ceco okres Kroměříž) è un distretto della Repubblica Ceca nella regione di Zlín. Il capoluogo di distretto è la città di Kroměříž.

## Geografia antropica
Il distretto conta 79 comuni:

### Città
- Bystřice pod Hostýnem
- Holešov
- Hulín
- Chropyně
- Koryčany
- Kroměříž
- Morkovice-Slížany

### Comuni mercato
- Litenčice

### Comuni
- Bařice-Velké Těšany
- Bezměrov
- Blazice
- Bořenovice
- Brusné
- Břest
- Cetechovice
- Dřínov
- Honětice
- Horní Lapač
- Hoštice
- Chomýž
- Chvalčov
- Chvalnov-Lísky
- Jankovice
- Jarohněvice
- Karolín
- Komárno
- Kostelany
- Kostelec u Holešova
- Kunkovice
- Kurovice
- Kvasice
- Kyselovice
- Lechotice
- Loukov
- Lubná
- Ludslavice
- Lutopecny
- Martinice
- Míškovice
- Mrlínek
- Němčice
- Nítkovice
- Nová Dědina
- Osíčko
- Pacetluky
- Pačlavice
- Počenice-Tetětice
- Podhradní Lhota
- Prasklice
- Pravčice
- Prusinovice
- Přílepy
- Rajnochovice
- Rataje
- Roštění
- Roštín
- Rusava
- Rymice
- Skaštice
- Slavkov pod Hostýnem
- Soběsuky
- Střílky
- Střížovice
- Sulimov
- Šelešovice
- Troubky-Zdislavice
- Třebětice
- Uhřice
- Věžky
- Vítonice
- Vrbka
- Zahnašovice
- Zářičí
- Zástřizly
- Zborovice
- Zdounky
- Zlobice
- Žalkovice
- Žeranovice